# Streitkräfte der Philippinen
Die Streitkräfte der Philippinen (Filipino Sandatahang Lakas ng Pilipinas; englisch Armed Forces of the Philippines, abgekürzt AFP) sind das Militär der Republik der Philippinen.

## Geschichte

### 1897–1902
Im Philippinisch-Amerikanischen Krieg kämpfte eine Unabhängigkeitsbewegung unter Führung der Katipunan für eine nationale Republik unter Präsident Emilio Aguinaldo und gegen die Kolonialmacht USA. Am 22. März 1897 wurden die philippinischen Streitkräfte in Cavite gegründet dessen Führung zunächst General Artemio Ricarte übernahm und im Januar 1899 von General Antonio Luna abgelöst wurde. Luna wurde später Chef der operativen Kriegsführung und gründete auch die erste Militärische Akademie in Malolos in der Provinz Bulacan. Luna wurde durch Aguinaldos Offiziere im Juni des gleichen Jahres erschossen. Nach der Gefangennahme von Präsident Aguinaldo 1901 durch US-Soldaten und herben Verlusten der jungen Streitkräfte konnten die Soldaten nur noch Guerillaaktionen durchführen, ehe auch dieser Widerstand bis Ende 1902 erlosch und das Land durch US-Soldaten besetzt wurde. Etwa eine Million Filipinos (20 % der Gesamtbevölkerung) kamen während dieser Zeit ums Leben. Während der Kolonialzeit der USA führten die US-Streitkräfte im Land von 1904 bis 1913 einen Krieg zur Kontrolle der Moro-Provinz im Süden der Philippinen. 1913 wurde auch dieser Krieg zugunsten der USA entschieden.

### 1935–1945
1935 wurde eine Teilautonomie für die Philippinen mit dem Ziel der Unabhängigkeit bis 1945 beschlossen. Durch den im Commonwealth-Kongress verabschiedeten National Defense Act, Commonwealth Act No. 1, vom 21. Dezember 1935 wurden für das Commonwealth der Philippinen auch die neuen Streitkräfte gegründet. Das Japanische Kaiserreich startete am 8. Dezember 1941 einen Überraschungsangriff auf die Philippinen. Die Commonwealthregierung übergab daraufhin die Philippinische Armee der Befehlsgewalt der fernöstlichen US-Streitkräfte, die dem japanischen Eroberungsfeldzug entgegenwirken sollten. Manila wurde zur Offenen Stadt erklärt, um sie vor Zerstörungen zu schützen und sie wurde letztendlich am 2. Januar 1942 von den Japanern besetzt. In der Zwischenzeit kam es überall im Inselstaat zu Kämpfen gegen die japanischen Besatzer, wie zum Beispiel die Schlacht um Bataan, die Schlacht um Corregidor und die Schlacht um Leyte, ehe sich die kombinierten Amerikanisch-Philippinischen Streitkräfte im Mai 1942 endgültig ergaben. Der Widerstand auf den Philippinen hielt allerdings an. Eine der Guerillagruppen, die Hukbalahap-Bewegung (der „Volksarmee gegen die Japaner“), bestand aus 30.000 bewaffneten Kämpfern und kontrollierte einen Großteil von Central Luzon. Restposten der philippinischen Armee stützten sich auf eine Guerillakriegsführung. Der Erfolg dieser Kampagne war die Befreiung von zwölf der vierzehn Provinzen der Philippinen. Am 20. Oktober 1944 landeten die Alliierten Streitkräfte unter General Douglas MacArthur auf Leyte und starteten die Befreiung des Archipels, denen weitere Landungskräfte folgten. Die Kämpfe dauerten an, bis am 2. September 1945 die formelle Kapitulation Japans folgte. Die geschätzte Anzahl an philippinischen Opfern lag insgesamt bei nahezu einer Million und die Hauptstadt Manila war nach Abschluss der Kriegshandlungen weitgehend zerstört. Nach dem Philippinenfeldzug wurde das Commonwealth für ein Jahr mit der Vorbereitung auf die Unabhängigkeit restituiert.

### Nach 1945
Nach der Unabhängigkeit des Landes 1946 wurden die philippinischen Streitkräfte ab 23. Dezember 1950 neu strukturiert und es bildeten sich die Teilstreitkräfte Armee, Marine, Luftwaffe und eine paramilitärische Gendarmerie.

## Teilstreitkräfte

### Heer
Das Philippinische Heer (Filipino: Hukbong Katihan ng Pilipinas, engl.: Philippine Army, abgekürzt PA) hatte 2021 eine Personalstärke von 103.200 Mann und ist damit die größte Teilstreitkraft der Streitkräfte der Philippinen. Die derzeitige Ordonanzwaffe des Heeres ist das Colt M4.

#### Ausrüstung
Das Philippinische Heer verfügt über folgende Ausrüstung.
| Typ                 | Herkunft                       | Funktion                                          | Version             | Anzahl     | Anmerkungen |
| Fahrzeuge           | Fahrzeuge                      | Fahrzeuge                                         | Fahrzeuge           | Fahrzeuge  | Fahrzeuge   |
| ------------------- | ------------------------------ | ------------------------------------------------- | ------------------- | ---------- | ----------- |
| Scorpion            | Vereinigtes Königreich         | Leichter Panzer                                   |                     | 7          |             |
| AIFV                | Vereinigte Staaten Niederlande | Schützenpanzer                                    | YPR-765             | 2          |             |
| M113                | Vereinigte Staaten             | Schützenpanzer Mannschaftstransporter Bergepanzer | A1 FSVA2 FSVA1A2ARV | 3418421204 |             |
| FNSS ACV-15         | Türkei                         | Mannschaftstransporter                            | ACV-300             | 6          |             |
| M706                | Vereinigte Staaten             | Mannschaftstransporter Bergepanzer                | LAV-150ACV-300      | 73+        |             |
| GKN Simba           | Philippinen                    | Mannschaftstransporter                            |                     | 146        |             |
| FV106 Samson        | Vereinigtes Königreich         | Bergepanzer                                       |                     |            |             |
| M578                | Vereinigte Staaten             | Bergepanzer                                       |                     |            |             |
| Panzerabwehrwaffen  |                                |                                                   |                     |            |             |
| M20                 | Vereinigte Staaten             | Rückstoßfreies Geschütz                           |                     |            |             |
| M40                 | Vereinigte Staaten             | Rückstoßfreies Geschütz                           | A1                  |            |             |
| M67                 | Vereinigte Staaten             | Rückstoßfreies Geschütz                           |                     |            |             |
| Artillerie          |                                |                                                   |                     |            |             |
| M101M102Modell 56   | Vereinigte Staaten Italien     | 105-mm-Haubitze                                   |                     | 204        |             |
| M114Soltam M-68     | Vereinigte Staaten Israel      | 155-mm-Haubitze                                   |                     | 10         |             |
| Soltam M-71         | Israel                         | 155-mm-Haubitze                                   |                     | 6          |             |
| M29                 | Vereinigte Staaten             | 81-mm-Mörser                                      |                     |            |             |
| M30                 | Vereinigte Staaten             | 107-mm-Mörser                                     |                     | 40         |             |
| Cardom              | Israel                         | 120-mm-Mörser                                     |                     |            |             |
| Luftfahrzeuge       |                                |                                                   |                     |            |             |
| Beechcraft Model 65 | Vereinigte Staaten             | Leichtes Transportflugzeug                        | Model 80            | 1          |             |
| Cessna 170          | Vereinigte Staaten             | Leichtes Transportflugzeug                        |                     | 1          |             |
| Cessna 172          | Vereinigte Staaten             | Leichtes Transportflugzeug                        |                     | 1          |             |
| Cessna 206          | Vereinigte Staaten             | Leichtes Transportflugzeug                        | P206A               | 1          |             |
| Robinson R44        | Vereinigte Staaten             | Leichter Transporthubschrauber                    | Raven II            | 2          |             |
| Blue Horizon        | Israel                         | Aufklärungsdrohne                                 |                     |            |             |

### Marine
Die Philippinische Marine (Filipino: Hukbóng Dagat ng Pilipinas, engl.: Philippine Navy, abgekürzt PN) wurde am 20. März 1898 aufgestellt und hat eine Mannstärke von 24.500 aktiven Soldaten. Diese bestehen aus etwa 16.200 Marinesoldaten und etwa 8.300 Marineinfanteristen. Die Flotte besteht aus 85 Schiffen.

#### Schiffe
Der Philippinischen Marine stehen folgende Schiffe zur Verfügung.

##### Fregatten, Korvetten und Patrouillenboote
| Klasse                                   | Bild | Herkunft               | Anzahl | Schiffe                                           | Schiffe        |
| Klasse                                   | Bild | Herkunft               | Anzahl | Name                                              | Kennung        |
| ---------------------------------------- | ---- | ---------------------- | ------ | ------------------------------------------------- | -------------- |
| José Rizal-Klasse                        |      | Südkorea               | 2      | José Rizal Atonio Luna                            | FF150 FF151    |
| Pohang-Klasse                            |      | Südkorea               | 1      | Conrado Yap                                       | PS39           |
| Del Pilar-Klasse                         |      | Vereinigte Staaten     | 3      | Gregorio del Pilar Ramon Alcazar Andrés Bonifacio | PS15 PS16 PS17 |
| Cyclone-Klasse                           |      | Vereinigte Staaten     | 1      | General Mariano Alvarez                           | PS38           |
| Jacinto-Klasse                           |      | Vereinigtes Königreich | 3      | Emilio Jacinto Apolinario Mabini Artemio Ricarte  | PS35 PS36 PS37 |
| Malvar-Klasse                            |      | Vereinigte Staaten     | 2      |                                                   |                |
| Multipurpose Assault Craft Mk I/ II/ III |      | Taiwan                 | 12     |                                                   |                |

Des Weiteren stehen der Marine 36 weitere kleinere Patrouillenboote zur Verfügung.

##### Ambhibische Schiffe
| Klasse              | Bild | Herkunft           | Anzahl | Schiffe                      | Schiffe                       |
| Klasse              | Bild | Herkunft           | Anzahl | Name                         | Kennung                       |
| ------------------- | ---- | ------------------ | ------ | ---------------------------- | ----------------------------- |
| Tarlac-Klasse       |      | Indonesien         | 2      | Tarlac Davao del Sur         | LD601 LD602                   |
| Bacolod City-Klasse |      | Vereinigte Staaten | 2      | Bacolod City Dagupan City    | LC550 LC551                   |
|                     |      | Vereinigte Staaten | 2      |                              |                               |
|                     |      | Philippinen        | 1      | Tagbanua                     | AT296                         |
|                     |      | Philippinen        | 1      | Manobo                       | AT297                         |
| Balikpapan-Klasse   |      | Australien         | 5      | Waray Iwak Agta Ivatan Batak | AT288 AT289 AT290 AT298 AT299 |
| Mulgae-Klasse       |      | Südkorea           | 1      | Mamanwa                      | 294                           |

Die Marine besitzt noch weitere 7 kleine Landungsschiffe.

##### Hilfsschiffe
| Bild | Herkunft           | Funktion         | Anzahl | Schiffe            | Schiffe |
| Bild | Herkunft           | Funktion         | Anzahl | Name               | Kennung |
| ---- | ------------------ | ---------------- | ------ | ------------------ | ------- |
|      | Vereinigte Staaten | Forschungsschiff | 1      | Gregorio Velasquez | AGR702  |
|      | Japan              | Yacht            | 1      | Ang Pangulo        | AT25    |
|      | Vereinigte Staaten | Wasserboot       | 1      | Lake Buluan        | AW33    |
|      |                    | Trossschiff      | 1      |                    |         |

#### Luftfahrzeuge

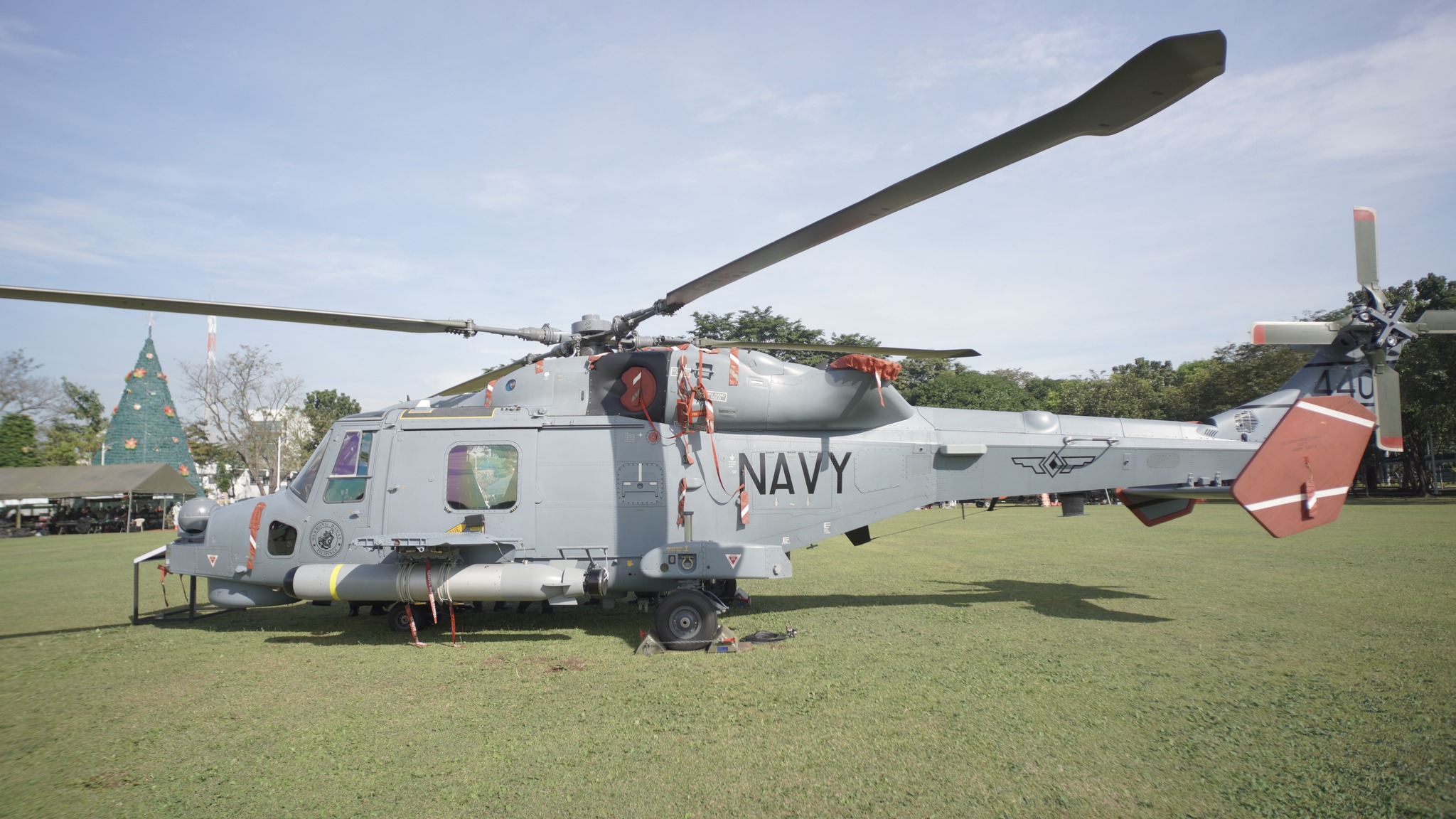
AgustaWestland AW159 während einer Ausstellung

Stand: Ende 2021
| Luftfahrzeuge                     | Herkunft               | Verwendung                     | Version     | Aktiv     | Bestellt  | Anmerkungen |
| Flugzeuge                         | Flugzeuge              | Flugzeuge                      | Flugzeuge   | Flugzeuge | Flugzeuge | Flugzeuge   |
| --------------------------------- | ---------------------- | ------------------------------ | ----------- | --------- | --------- | ----------- |
| Britten-Norman BN-2 Islander      | Vereinigtes Königreich | Transportflugzeug              |             | 5         |           |             |
| Beechcraft King Air               | Vereinigte Staaten     | Seefernaufklärer               | King Air 90 | 5         |           |             |
| Hubschrauber                      |                        |                                |             |           |           |             |
| AgustaWestland AW109              | Italien                | Leichter Mehrzweckhubschrauber |             | 5         |           |             |
| AgustaWestland AW159 Lynx Wildcat | Vereinigtes Königreich | Mehrzweckhubschrauber          |             | 2         |           |             |
| Drohne                            |                        |                                |             |           |           |             |
| Boeing ScanEagle                  | Vereinigte Staaten     | Aufklärungsdrohne              |             | 8         |           | [ 10 ]      |

### Luftwaffe
Die Philippinische Luftwaffe (Filipino: Hukbóng Himpapawid ng Pilipinas, engl.: Philippine Air Force, abgekürzt PAF) hatte 2021 eine Personalstärke von 17.600 Mann und ist mit 69 Flugzeugen und 98 Hubschraubern ausgestattet.

#### Flugzeuge

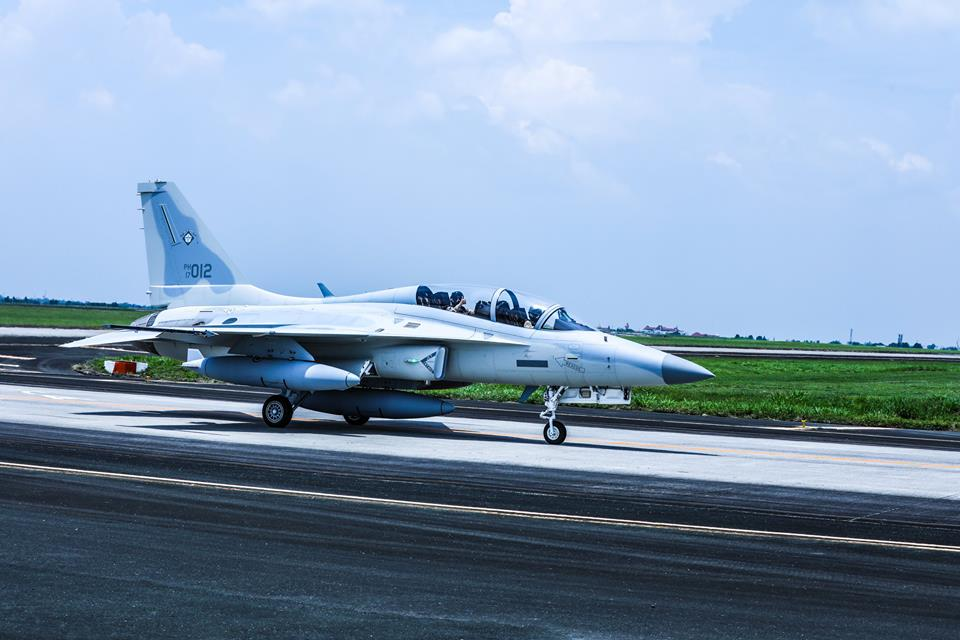
KAI T-50 der PAF

Stand: Ende 2021
| Luftfahrzeuge                        | Herkunft               | Verwendung                                 | Version               | Aktiv          | Bestellt       | Anmerkungen    |
| Kampfflugzeuge                       | Kampfflugzeuge         | Kampfflugzeuge                             | Kampfflugzeuge        | Kampfflugzeuge | Kampfflugzeuge | Kampfflugzeuge |
| ------------------------------------ | ---------------------- | ------------------------------------------ | --------------------- | -------------- | -------------- | -------------- |
| Embraer EMB 314 Super Tucano         | Brasilien              | leichtes Kampfflugzeug                     |                       | 6              |                |                |
| KAI T-50 Golden Eagle                | Südkorea               | Mehrzweckkampfflugzeug                     | FA-50PH               | 12             |                |                |
| North American Rockwell OV-10 Bronco | Vereinigte Staaten     | leichtes Angriffs- und Aufklärungsflugzeug | OV-10C                | 7              |                |                |
| Flugzeuge für Spezialmissionen       |                        |                                            |                       |                |                |                |
| CASA C-295 Persuader                 | Spanien                | Seefernaufklärer                           |                       | 1              |                |                |
| Fokker F-27 Friendship               | Niederlande            | Seefernaufklärer                           |                       | 1              |                |                |
| Cessna 208 Caravan                   | Vereinigte Staaten     | Aufklärungsflugzeug                        |                       | 2              |                |                |
| Transportflugzeuge                   |                        |                                            |                       |                |                |                |
| Lockheed C-130 Hercules              | Vereinigte Staaten     | Transportflugzeug                          | C-130B C-130H C-130T  | 4              |                |                |
| Britten-Norman BN-2 Islander         | Vereinigtes Königreich | Transportflugzeug                          |                       | 1              |                |                |
| CASA C-295 Persuader                 | Spanien                | Transportflugzeug                          |                       | 3              |                |                |
| GAF N-22B Nomad                      | Australien             | Transportflugzeug                          |                       | 3              |                |                |
| CASA C-212 Aviocar                   | Spanien Indonesien     | Transportflugzeug                          | NC212i                | 2              |                |                |
| Fokker F28 Fellowship                | Niederlande            | Transportflugzeug                          |                       | 1              |                |                |
| Aero Commander 500                   | Vereinigte Staaten     | Transportflugzeug                          | Turbo/ Twin Commander | 2              |                |                |
| Schulflugzeuge                       |                        |                                            |                       |                |                |                |
| Aermacchi S-211                      | Italien                | Strahltrainer                              |                       | 3              |                |                |
| Aermacchi SF-260                     | Italien                | Trainingsflugzeug                          |                       | 21             |                |                |
| Unbemannte Luftfahrzeuge             |                        |                                            |                       |                |                |                |
| Blue Horizon II                      | Israel                 | Aufklärungsdrohne                          |                       | 2              |                | [ 6 ]          |
| Elbit Hermes 450                     | Israel                 | Aufklärungsdrohne                          |                       | 1              |                | [ 6 ]          |
| Elbit Hermes 900                     | Israel                 | Aufklärungsdrohne                          |                       | 3              |                | [ 6 ]          |

#### Hubschrauber

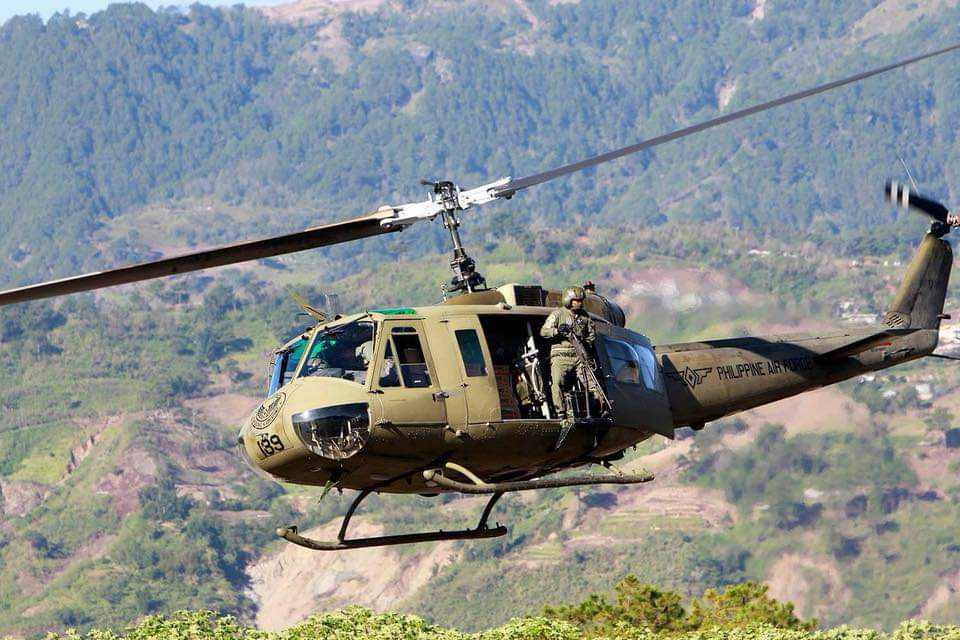
Bell UH-1D des 205. Taktischen Hubschraubergeschwaders

Stand: Ende 2021
| Luftfahrzeuge             | Herkunft                 | Verwendung                                  | Version     | Aktiv | Bestellt | Anmerkungen                          |
| ------------------------- | ------------------------ | ------------------------------------------- | ----------- | ----- | -------- | ------------------------------------ |
| Agusta A109               | Italien                  | Leichter Mehrzweckhubschrauber              |             | 8     |          |                                      |
| Bell 205                  | Vereinigte Staaten       | Leichter Mehrzweckhubschrauber              |             | 8     |          |                                      |
| Bell 212 Bell 412         | Vereinigte Staaten       | Leichter Mehrzweckhubschrauber              |             | 7     |          |                                      |
| Sikorsky S-76 Spirit      | Vereinigte Staaten       | Mehrzweckhubschrauber                       |             | 9     |          |                                      |
| Bell UH-1 Iroquois        | Vereinigte Staaten       | Leichter Mehrzweckhubschrauber              | UH-1D UH-1H | 23    |          |                                      |
| PZL W-3 Sokół             | Polen                    | Mittelschwerer Mehrzweckhubschrauber        |             | 5     |          |                                      |
| Sikorsky UH-60 Black Hawk | Vereinigte Staaten Polen | Transporthubschrauber                       | S-70i       | 16    | 32       | Sollen bis 2026 ausgeliefert werden. |
| Hughes OH-6 Cayuse        | Vereinigte Staaten       | Leichter Aufklärungs- und Kampfhubschrauber | MD500       | 24    |          |                                      |
| Bell AH-1 Cobra           | Vereinigte Staaten       | Leichter Kampfhubschrauber                  | AH-1F       | 2     |          |                                      |
| TAI T129 Atak             | Türkei Italien           | Kampfhubschrauber                           |             | 2     | 4        | [ 12 ]                               |

## Kommandierende Generäle des Heeres
Der Kommandierende General des Heeres (Commanding General of the Philippine Army) ist der Befehlshaber des Heeres (Philippine Army), der Landstreitkräfte der Streitkräfte der Philippinen.
| 22. März 1897 – 22. Januar 1899       | Artemio Ricarte            |  |                                      |   |
| 23. Januar 1899 – 5. Juni 1899        | Antonio Luna               |  |                                      |   |
| 11. Januar 1936 – 5. Mai 1936         | José de los Reyes          |  |                                      |   |
| 6. Mai 1936 – 31. Dezember 1936       | Paulino Santos             |  |                                      |   |
| 1. Januar 1939 – 7. November 1945     | Basilio J. Valdes          |  | 8. November 1945 – 20. Dezember 1945 | – |
| 21. Dezember 1945 – 21. Dezember 1948 | Rafael Jalandoni           |  |                                      |   |
| 21. Dezember 1948 – 15. Januar 1951   | Mariano N. Castañeda       |  |                                      |   |
| 15. Januar 1951 – 29. Dezember 1953   | Calixto Duque              |  |                                      |   |
| 30. Dezember 1953 – 29. Dezember 1956 | Jesus M. Vargas            |  |                                      |   |
| 29. Dezember 1956 – 1. Juni 1957      | Alfonso Arellano           |  |                                      |   |
| 1. Juni 1957 – 12. Juni 1958          | Leoncio S. Tan             |  |                                      |   |
| 12. Juni 1958 – 1. August 1960        | Tirso G. Fajardo           |  |                                      |   |
| 1. August 1960 – 16. September 1962   | Alfredo M. Santos          |  |                                      |   |
| 16. September 1962 – 1. Januar 1963   | Dominador F. Garcia        |  |                                      |   |
| 1. Januar 1963 – 31. August 1963      | Ricardo J. Papa            |  |                                      |   |
| 31. August 1963 – 1. Juni 1964        | Ernesto S. Mata            |  |                                      |   |
| 1. Juni 1964 – 23. Juni 1964          | Rigoberto J. Ateinza       |  |                                      |   |
| 23. Juni 1964 – 28. September 1965    | –                          |  |                                      |   |
| 28. September 1965 – 1. Dezember 1965 | Patricio R. Monzon         |  |                                      |   |
| 1. Dezember 1965 – 25. Januar 1966    | Silvino R. de Goma         |  |                                      |   |
| 25. Januar 1966 – 13. Januar 1967     | Santos S. Garcia           |  |                                      |   |
| 13. Januar 1967 – 29. Mai 1968        | Romeo C. Espino            |  |                                      |   |
| 29. Mai 1968 – 30. Juni 1969          | Ruben M. Maglaya           |  |                                      |   |
| 30. Juni 1969 – 16. Januar 1972       | Rafael M. Ileto            |  |                                      |   |
| 16. Januar 1972 – 27. März 1976       | Rafael Z. Zagala           |  |                                      |   |
| 28. März 1976 – 28. März 1981         | Fortunato Abat             |  |                                      |   |
| 29. März 1981 – 28. Februar 1986      | Josephus G. Ramas          |  |                                      |   |
| 28. Februar 1986 – 1. Juli 1987       | Rodolfo A. Canieso         |  |                                      |   |
| 2. Juli 1987 – 30. März 1988          | Restituto C. Padilla       |  |                                      |   |
| 30. März 1988 – 26. Juli 1989         | Mariano P. Adalem          |  |                                      |   |
| 26. Juli 1989 – 1. März 1990          | Manuel V. Cacanando        |  |                                      |   |
| 1. März 1990 – 11. Januar 1991        | Guillermo G. Flores        |  |                                      |   |
| 11. Januar 1991 – 11. April 1991      | Lisandro C. Abadia         |  |                                      |   |
| 11. April 1991 – 15. April 1994       | Arturo T. Enrile           |  |                                      |   |
| 15. April 1994 – 20. Februar 1995     | Romulo F. Yap              |  |                                      |   |
| 20. Februar 1995 – 25. Januar 1996    | Orlando V. Soriano         |  |                                      |   |
| 25. Januar 1996 – 31. Dezember 1997   | Clemente P. Mariano        |  |                                      |   |
| 5. Januar 1998 – 3. Mai 1999          | Raul S. Urgello            |  |                                      |   |
| 3. Mai 1999 – 13. Juli 1999           | Angelo T. Reyes            |  |                                      |   |
| 13. Juli 1999 – 22. Oktober 2000      | Voltaire T. Gazmin         |  |                                      |   |
| 22. Oktober 2000 – 17. März 2001      | Diomedio P. Villanueva     |  |                                      |   |
| 17. März 2001 – 2. April 2002         | Jaime de los Santos        |  |                                      |   |
| 3. April 2002 – 14. November 2002     | Dionisio R Santiago        |  |                                      |   |
| 14. November 2002 – 6. Januar 2003    | Gregorio M. Camiling, Jr.  |  |                                      |   |
| 6. Januar 2003 – 3. November 2004     | Efren L. Abu               |  |                                      |   |
| 3. November 2004 – 17. August 2005    | Generoso S. Senga          |  |                                      |   |
| 17. August 2005 – 22. Juli 2006       | Hermogenes C. Esperon, Jr. |  |                                      |   |
| 22. Juli 2006 – 24. August 2007       | Romeo P. Tolentino         |  |                                      |   |
| 24. August 2007 – 12. Mai 2008        | Alexander B. Yano          |  |                                      |   |
| 12. Mai 2008 – 4. Mai 2009            | Victor S. Ibrado           |  |                                      |   |
| 4. Mai 2009 – 12. März 2010           | Delfin N. Bangit           |  |                                      |   |
| seit 12. März 2010                    | Reynaldo B. Mapagu         |  |                                      |   |